# Géresi Kálmán
Géresi Kálmán (Visk, 1841. december 25. – Debrecen, 1921. január 23.) jogakadémiai tanár, történész, gróf Tisza István nevelője.

## Életpálya
1854–1861 között a Debreceni Református Kollégium gimnáziumának diákja, 1861–1863-ban a pesti egyetemen végezte tanulmányait. 1863-tól 1868-ig segédtanár volt a pesti református gimnáziumban. 1868–1873 között gróf Tisza István nevelője volt Geszten.
1873-ban és 1894-ben Oroszországban tartózkodott, ahol történelmi és közoktatásügyi tanulmányokat folytatott.
1874-től a magyar nyelv és irodalom a Debreceni Kollégiumban, majd jogakadémiai tanár volt. Ugyancsak 1874-től a Kollégium Nagykönyvtárának vezetője is 1896-ig. 1896-ban a Csokonai Kör alapító tagja, alelnöke, majd elnöke (1890–1921). Ez évtől tankerületi főigazgató is volt. Tevékeny résztvevője volt Debrecen kulturális életének, és a református tanügynek.
Történeti forráskiadásai mellett 1882-ben színháztörténeti fejezetet írt Debrecen városmonográfiájába, illetve sajtó alá rendezett több főnemesi kódexet, mint például a Codex diplomaticus comitum Károlyi de Nagy-Károly összes kötetét. 1898-ban a Csokonai Kör megbízásából, a debreceni hivatásos színészet centenáriumára megírta A debreceni színészet vázlatos történetét. Emlékét Debrecenben utcanév őrzi.